# بیورن یوهانسون (دوچرخه‌سوار)
بیورن یوهانسون (انگلیسی: Björn Johansson؛ زادهٔ ۱۰ سپتامبر ۱۹۶۳) دوچرخه‌سوار اهل سوئد است.
وی در مسابقات کشوری و بین‌المللی در مجموع برندهٔ ۱ مدال برنز شده‌است.